# 林政則
林 政則（りん せいそく）は中華民国（台湾）の政治家。元新竹市長で、現在は中国国民党第一副主席（副党首）。

## 経歴
新竹市の客家出身。東呉大学文学部卒。米国ナショナル大学教育行政学修士。
新竹市世界高職教師、校長、竹東初中教師、国立交通大学・国立空中大学兼任講師・副教授を経て、新竹県議会議員、国民大会代表、中華民国立法院議員を歴任した。中華大学の創設者。
2001年に新竹市長に当選し、2010年2月26日より2016年5月20日まで行政院政務委員兼台湾省政府主席（台湾省の機能は1998年より凍結されており、省政府主席は名誉職）。